# Trimeresurus wiroti
Trimeresurus wiroti este o specie de șerpi din genul Trimeresurus, familia Viperidae, descrisă de Trutnau 1981. A fost clasificată de IUCN ca specie cu risc scăzut. Conform Catalogue of Life specia Trimeresurus wiroti nu are subspecii cunoscute.